# 균질성

물리학에서 균질성은 어떤 물질 또는 시스템의 모든 지점에서 불규칙성이 없이 일정한 속성을 가지는 성질을 말한다. 균일한 전기장 (각 지점에서 동일한 강도와 방향을 가짐)은 균질성과 양립할 수 있다(모든 지점에서 동일한 물리학을 경험함). 상이한 구성 요소로 구성되는 재료는 지향성 전자기장 (빛, 마이크로파 주파수 등)과 작용할 때 전자기 재료 영역에서 효과의 면에서 균질한 것으로 설명할 수 있다. ).
수학적으로, 균질성은 불변성의 의미를 갖는데, 방정식의 모든 구성 요소는 곱셈 또는 덧셈 등에 의하여 이러한 각 구성 요소가 다른 값으로 스케일되는지 여부에 관계없이 동일한 값을 갖기 때문이다. 누적 분포는 이 설명에 부합한다. "누적 분포 함수 또는 값이 동일한 상태"이다.

## 문맥
동질의 정의는 사용되는 문맥에 따라 크게 달라진다. 예를 들어, 복합 재료는 재료의 "성분"으로 알려진 서로 다른 개별 재료로 구성되지만 기능이 할당되면 균질한 재료로 정의될 수 있다. 예를 들어 아스팔트는 도로를 포장하지만 아스팔트 바인더와 광물 골재로 구성된 복합 재료로 층으로 쌓이고 압축된다. 그러나 재료의 균질성이 반드시 등방성을 의미하는 것은 아니다. 앞의 예에서 복합 재료는 등방성이 아닐 수 있다.
다른 맥락에서, 물질은 원자와 분자로 구성되는 한 균질하지 않다. 그러나 일상 세계의 정상적인 수준에서 유리판 또는 금속판은 유리 또는 스테인리스 스틸로 설명된다. 즉, 이들은 각각 균질한 재료로 설명된다.
다른 문맥의 몇 가지 예는 다음과 같은데, 차원의 균질성(아래 참조)은 양쪽에 동일한 단위의 양이 있는 방정식의 성질이고, 공간의 균질성은 운동량 보존을 의미하고, 시간의 균질성은 에너지 보존을 의미한다.

### 균질 합금
복합 금속의 맥락에는 합금이 있다. 하나 이상의 금속 또는 비금속 재료와 금속의 혼합물은 합금이다. 합금의 구성 요소는 화학적으로 결합하지 않고 오히려 매우 미세하게 혼합된다. 합금은 균질하거나 현미경으로 볼 수 있는 작은 구성 요소 입자를 포함할 수 있다. 황동은 구리와 아연의 균질한 혼합물인 합금의 한 예이다. 또 다른 예는 철과 탄소 및 기타 금속의 합금인 강철이다. 합금의 목적은 자연적인 금속에서는 결핍된 원하는 특성을 생성하는 것이다. 예를 들어, 황동은 구리보다 단단하고 금색과 유사한 색상을 가진다. 강철은 철보다 단단하고 녹이 슬지 않도록 만들 수도 있다(스테인리스 스틸).

### 동질 우주론
동질성은 다른 맥락에서 우주론에서 중요한 역할을 한다. 19세기 우주론(그리고 그 이전)의 관점에서 우주는 무한하고 불변하며 동질적이었고 따라서 별들로 가득 차 있었다. 그러나 독일의 천문학자 하인리히 올베르스는 이것이 사실이라면 밤하늘 전체가 빛으로 가득 차 낮과 같이 밝을 것이라고 주장했다. 이것은 올베르스의 역설로 알려져 있다. 올베르스는 1826년에 이 수수께끼에 대한 답을 제시한 기술 문서를 발표했다. 올베르스의 시기에는 알려져 있지 않았던 잘못된 전제는 우주가 유한하지 않고, 정적이며, 균질하다는 것이었다. 빅뱅 우주론은 이 모델을 팽창하며, 유한하며, 불균일한 우주로 대체했다. 그런데 현대 천문학자들은 이 질문에 답하기 위한 합리적인 설명을 제공한다. 최소한 몇 가지 설명 중 하나는 멀리 있는 별과 은하가 적색 편이 되어 겉보기 빛이 약해져서 밤하늘이 어두워진다는 것이다. 그러나 약화는 실제로 올베르스의 역설을 설명하기에 충분하지 않다. 많은 우주론자들은 우주가 시간적으로 유한하다는 사실, 즉 우주가 영원히 존재하지 않는다는 사실이 역설에 대한 해결책이라고 생각한다. 따라서 밤하늘이 어둡다는 사실은 빅뱅의 징후이다.

## 병진 불변
병진 불변성은 특히 물리학 법칙이나 물리적 시스템의 진화를 언급할 때 (절대) 위치의 독립을 의미한다.
물리의 기본 법칙은 (명시적으로) 공간에서의 위치에 의존해서는 안 된다. 위치에 의존한다면 물리 법칙을 아주 쓸모없게 만들 것이다. 다른 의미에서 이것은 실험은 재현 할 수 있어야 한다는 요구 사항과도 연결된다. 이 원리는 역학( 뉴턴의 법칙 등), 전기역학, 양자역학 등의 모든 법칙에 해당된다.
실제로는 이 원칙이 자주 위반되는데, 이는 우주의 나머지 부분의 영향을 "느끼는" 우주의 작은 하위 계(subsystem)만 연구하기 때문이다. 이 상황은 시스템의 시간에 따른 변동의 기술이 시스템의 위치( 퍼텐셜 우물 등)에 따라 달라지는 "외부 장"(전기, 자기, 중력 등)을 발생시킨다. 이것은 이러한 외부 필드를 생성하는 객체가 시스템의 ("동적") 일부로 간주되지 않는다는 사실에서 비롯된다.
위에서 설명한 병진 불변성은 시스템 분석에서 위치 불변성과 동등하며 선형 시스템에서 가장 일반적으로 사용되는데, 물리학에서 이러한 구별은 일반적으로 이루어지지 않는다.
방향과 무관한 속성에 대한 등방성 개념은 균질성의 결과가 아니다. 예를 들어, 균일한 전기장(즉, 각 지점에서 동일한 강도와 방향을 가짐)은 균질성과 양립할 수 있지만(각 지점에서 물리학은 동일함), 등방성과는 균등하지 않고 이는 전기장이 "선호하는" 방향을 특정하기 때문이다.

### 결과
라그랑주 형식화에서 공간의 균질성은 운동량 보존을 의미하고 시간의 균질성은 에너지 보존을 의미한다. 이것은 란다우 & 리프시츠(Landau & Lifshitz)의 고전적 참고서와 같은 표준 교과서에서 변분 미적분을 사용하여 보여진다. 이것은 뇌터 정리의 특정한 적용이다.

## 차원 균질성
서론에서 말했듯이, 차원 균질성은 양쪽에 동일한 단위의 양이 있는 방정식의 특징이다. 물리학에서 유효한 방정식은 균질해야 하는데, 다른 성질의 양 사이에는 등식이 성립될 수 없기 때문이다. 이것은 공식이나 계산의 오류를 찾는 데 사용할 수 있다. 예를 들어 속도를 계산하는 경우 단위는 항상 [길이]/[시간]으로 결합되어야 한다. 에너지를 계산하는 경우 단위는 항상 [질량]•[길이]²/[시간]² 등으로 결합되어야 한다. 예를 들어, 다음 공식은 일부 에너지에 대해 유효한 표현식이 될 수 있다.
{\displaystyle E_{k}={\frac {1}{2}}mv^{2};~~E=mc^{2};~~E=pv;~~E=hc/\lambda }
여기서 m 은 질량, v 와 c는 속도, p는 운동량, h는 플랑크 상수, λ는 길이이다. 반면에 우변의 단위가 [질량]•[길이] 2 /[시간] 2으로 결합되지 않으면 어떤 에너지에 대해서는 유효한 표현이 될 수 없다.
균질하다는 것은 수치적 요인을 고려하지 않기 때문에 방정식이 반드시 참이라는 의미는 아니다. 예를 들어, E = m•v 2는 속도 v 로 움직이는 질량 m 의 입자 에너지에 대한 올바른 공식일 수도 있고 아닐 수도 있으며 h•c /λ를 2π로 나누어야 하는지 아니면 곱해야 하는지 알 수 없다.
그럼에도 불구하고 이것은 주어진 문제의 특성 단위를 찾는 데 매우 강력한 도구이다( 차원 분석 참조).
이론 물리학자들은 예를 들어 c = ħ = k = 1 을 취하는 것과 같이 자연의 상수 의해 주어지는 자연 단위로 모든 것을 표현하려는 경향이 있다. 이 작업이 완료되면 위의 확인 가능성을 부분적으로 잃게 된다.

## 같이 보기
- 병진 변성
- 혼화성
- 위상(물질)